# Exeter College

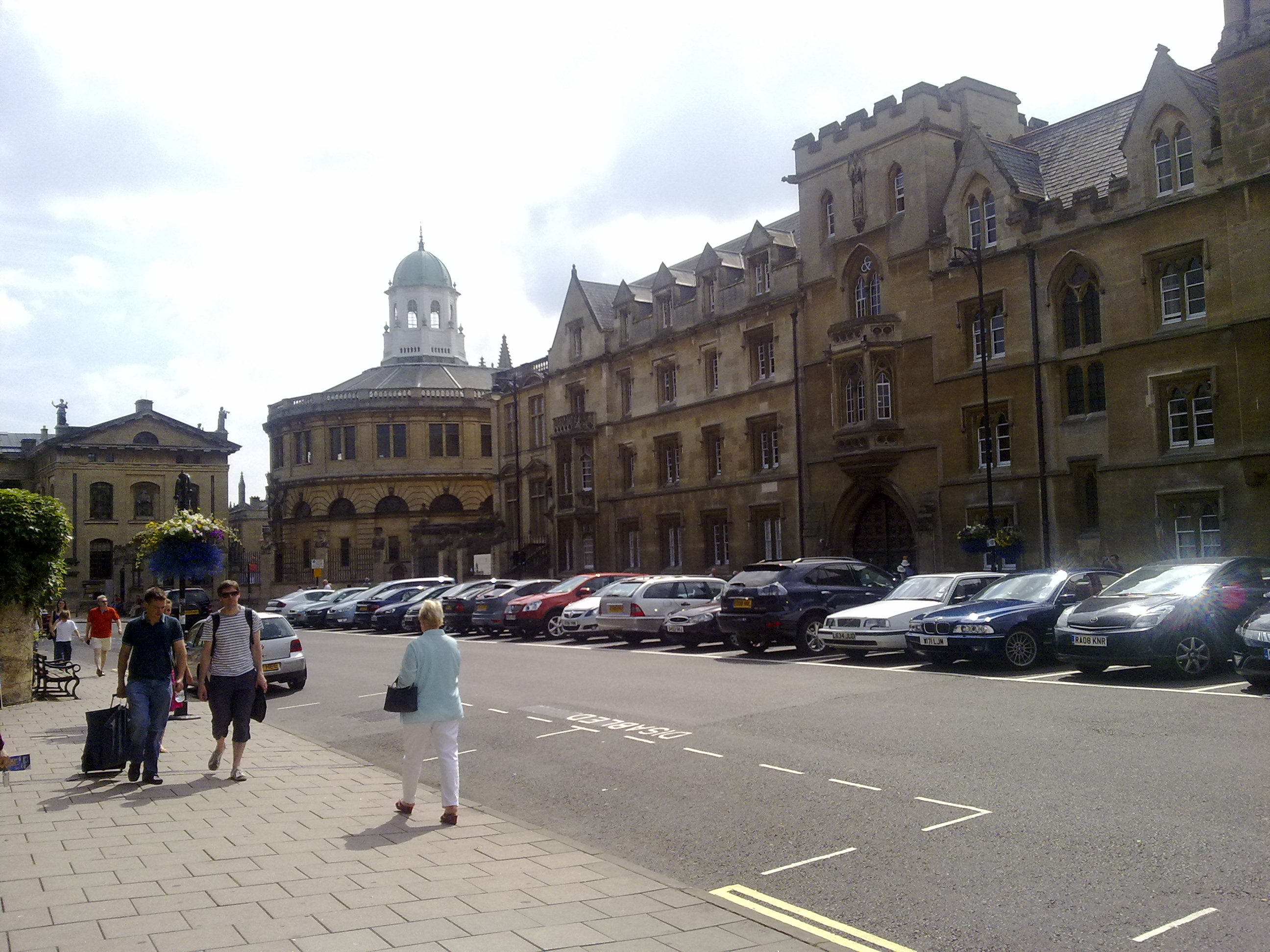
Exeter College, Oxford, visto de frente ao Trinity College, Broad Street.

Exeter College (nome inteiro: The Rector and Scholars of Exeter College in the University of Oxford) é um dos colégios da Universidade de Oxford.
Está localizado na Turl Street, onde foi fundado originalmente em 1314 por Walter de Stapeldon, Bispo de Exeter, como uma escola para educar o clérigo. O colégio cresceu significativamente no século XV em diante.